# Blue Creek (Essequibo)
Blue Creek ist ein Fluss im Einzugsgebiet des Essequibo in Guyana. Er verläuft im Hinterland im Regenwald der Region Essequibo Islands-West Demerara, etwa 70 km entfernt von der Hauptstadt Georgetown.